# Kumpulrejo (Patebon)
Kumpulrejo is een bestuurslaag in het regentschap Kendal van de provincie Midden-Java, Indonesië. Kumpulrejo telt 2802 inwoners (volkstelling 2010).